# Mike Guyer

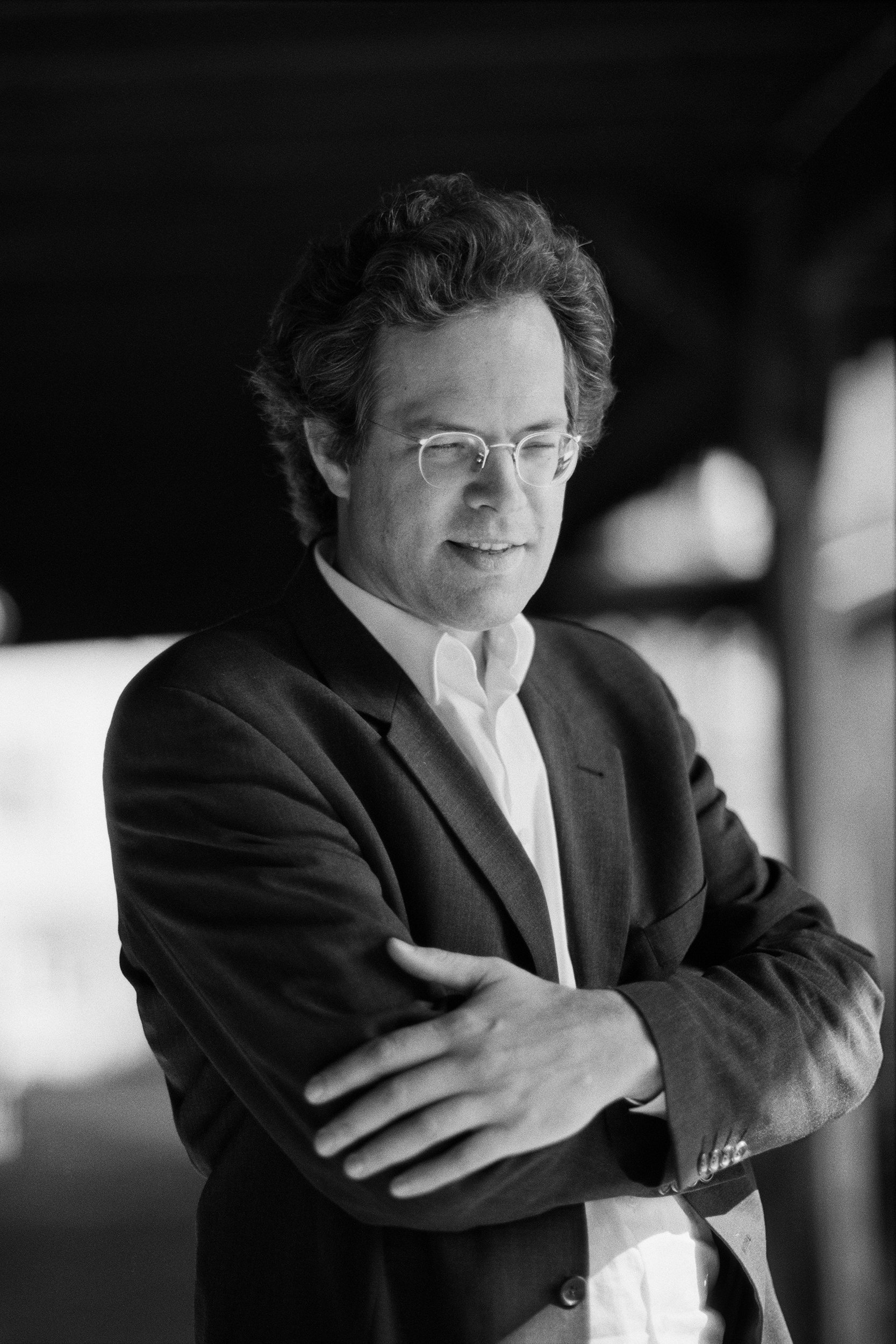
Mike Guyer (2002)

Mike Guyer (* 5. Juli 1958 in Columbus, Ohio, USA) ist ein Schweizer Architekt. 1989 gründete er mit Annette Gigon das gleichnamige Architekturbüro Annette Gigon / Mike Guyer Architekten in Zürich. Bekanntheit erlangten sie mit Museumsbauten wie dem Kirchner Museum Davos und dem Prime Tower, dem seinerzeit höchsten Gebäude der Schweiz. Von 2012 bis 2023 war Mike Guyer ordentlicher Professor für Architektur und Konstruktion an der ETH Zürich, gemeinsam mit Annette Gigon.

## Werdegang
Mike Guyer studierte von 1978 bis 1984 Architektur an der ETH Zürich, unter anderem bei Bernhard Hoesli, Franz Oswald und Dolf Schnebli. Von 1984 bis 1987 Mitarbeit bei OMA in Rotterdam, Holland. 1987 Rückkehr nach Zürich und Arbeit als selbständiger Architekt und Assistenz am Lehrstuhl Hans Kollhoff an der ETHZ. Nach dem Wettbewerbsgewinn des Kirchner Museum Davos 1989 offizielle Gründung des Architekturbüros «Gigon/Guyer» gemeinsam mit Annette Gigon. Es folgten verschiedene Wettbewerbserfolge und Realisierungen von Museen, Wohnungsbauten und Bürogebäude, die international ausgezeichnet wurden, wie das Kunstmuseum Appenzell, die Erweiterung des Kunstmuseum Winterthur und das Archäologische Museum und Park Kalkriese in Deutschland. Zu ihren bekanntesten Zürcher Bauwerken gehören der Prime Tower und der Umbau des denkmalgeschützten Löwenbräu-Areals mit Kunstzentrum, Büros und Wohnhochhaus.
Mike Guyer ist Mitglied des Bund Schweizer Architekten (BSA), zwischen 1996 und 2003 war er Mitglied der Stadtbildkommission Baden, sowie von 1998 bis 2003 Mitglied von Quality Team Kop van Zuid in Rotterdam. 2002 bis 2006 Mitglied im Baukollegium von Zürich. 2002 Gastdozent an der EPF Lausanne und 2009 Gastdozent an der ETH Zürich.
Von 2012 bis 2023 hatten er und Annette Gigon eine Professur für Architektur und Konstruktion an der ETH Zürich, deren Lehrstuhl sich unter anderem mit der nachhaltigen Verdichtung der Stadt Zürich auseinandersetzt.
Mike Guyer ist der Sohn des Schweizer Architektenpaares Esther und Rudolf Guyer und lebt mit seiner Familie in Zürich.

## Werke (Gigon/Guyer Architekten)
- 2017–2022: Erweiterung Josef Albers Museum Quadrat in Bottrop: «Josef-Albers-Galerie»
- 2009–2020: Geschäftshaus und Villa Rosau, Zürich
- 2015–2019: Mehrfamilienhaus, Küsnacht
- 2013–2018 Wohnüberbauung Labitzke Areal, Zürich
- 2015–2018 Bürogebäude Claridenstrasse 35, Zürich
- 2013–2018 Bürohochhaus Andreasturm[3], Zürich-Oerlikon
- 2015–2017 Universitätsgebäude Francis Bouygues, Ecole CentraleSupélec, Paris Saclay, Frankreich
- 2013–2017 Résidences Le Corylus, Grange-Canal und Pré-Babel, Genf
- 2012–2017: Hotel Züri, Heinrichstrasse, Zürich
- 2008–2015: Wohnüberbauung Entrepôt Macdonald, Paris
- 2008–2014: Fondazione Marguerite Arp, Locarno-Solduno
- 2007–2013: Haus Lagerstrasse, Bürogebäude, Europaallee 21, Zürich
- 2004–2012/14: Löwenbräu-Areal – Kunstzentrum, Wohnhochhaus und Bürogebäude, Zürich
- 2009–2013: Wohnüberbauung Zellweger-Areal, Uster
- 2004–2011: Prime Tower Bürohochhaus mit Annexbauten Cubus, Diagonal und Platform, Zürich[4][5]
- 2005–2009: Verkehrshaus der Schweiz, Eingangsgebäude und Halle für Strassenverkehr, Luzern
- 2003–2007: Wohnüberbauung Brunnenhof, Zürich, Wohnungen für kinderreiche Familien
- 2002–2007: Wohn- und Geschäftshaus, Almere, Niederlande
- 2001–2007: Umbau Kunstmuseum Basel und Bibliothek Laurenzbau
- 2001–2004: Donation Albers-Honegger «Espace de l'art concret» (EAC), Mouans-Sartoux, Frankreich
- 1998–2002: Archäologisches Museum und Park Kalkriese Osnabrück, Deutschland
- 1996–2002: Hörsaal Universität, Zürich
- 1999–2002: Wohnüberbauung und Umbauten Pflegi-Areal, Zürich
- 1997–1999: Stellwerk Vorbahnhof Zürich
- 1996–1998: Kunstmuseum Appenzell
- 1995–1998: Renovation und Anbau Sammlung Oskar Reinhart «Am Römerholz», Winterthur[6]
- 1993–1995: Erweiterung Kunstmuseum, Winterthur
- 1992–1996: Sportzentrum Davos
- 1989–1992: Kirchner Museum, Davos[7]

## Auszeichnungen (Gigon/Guyer Architekten)
- 2016: Auszeichnung für gute Bauten der Stadt Zürich 2011–2015 für den Prime Tower
- 2016: Architektur Preis Kanton Zürich 2016, Zellweger Park, Uster mit der Wohnüberbauung Zellweger-Areal
- 2012: Tageslicht-Award der Velux Stiftung, Kirchner Museum Davos
- 2009: International Fellowship des RIBA Royal Institute of British Architects
- 2009: Schweizer Denkmalpreis der Konferenz der Schweizer Denkmalpflegerinnen und Denkmalpfleger
- 2007: Bautenprämierung des Heimatschutz Basel, Umbau Kunstmuseum Basel
- 2003: BDA-Preis Niedersachsen, Landesverband Bund Deutscher Architekten
- 2002: Fritz-Schumacher-Preis der Alfred Toepfer Stiftung F.V.S., Hannover, für beispielhafte Leistungen in der Architektur
- 2002: Deutscher Stahlbaupreis, Archäologisches Museum und Park Kalkriese, Osnabrück, Deutschland – Auszeichnung
- 2001: Auszeichnung gute Bauten Graubünden, Sportzentrum in Davos
- 2001: Auszeichnung guter Bauten im Kanton Zürich, Wohnhäuser an der Susenbergstrasse, Zürich
- 1999: Mies van der Rohe Award for European Architecture, Finalist: Museum Liner Appenzell
- 1997: Mies van der Rohe Award for European Architecture, Finalist: Erweiterung des Kunstmuseum Winterthur
- 1995: Auszeichnung für gute Bauten Graubünden, Kirchner Museum Davos

## Ausstellungen (Auswahl)
- 2012: «Inflection of Common Ground in Several Cases», Beitrag von Gigon/Guyer für die 13. Internationale Architektur Biennale, Venedig
- 2012: «Annette Gigon / Mike Guyer», Haupthalle, Zentrum, ETH Zürich; Architektur Galerie Berlin
- 2005: «gebaut nicht gebaut», Architektur Forum Zürich
- 1993: «Werkstoff», Architekturgalerie Luzern

## Veröffentlichungen
- Annette Gigon, Mike Guyer, Arend Kölsch (Hrsg.): Bürogebäude, gta Verlag ETH Zürich, 2019, ISBN 978-3-85676-396-1
- Annette Gigon, Mike Guyer, Gregory Grämiger, Barbara Schlauri, Ulrike Traut (Hrsg.): Bibliotheksbauten, gta Verlag, ETH Zürich, 2018, ISBN 978-3-85676-381-7
- Annette Gigon, Mike Guyer, Felix Jerusalem (Hrsg.): Residential Towers, gta Verlag, ETH Zürich, 2016, ISBN 978-3-85676-349-7
- Gastdozentur Gigon / Guyer: Wohnhochhäuser, ETH Zürich 2009